# Ortopedyczno-Rehabilitacyjny Szpital Kliniczny im. Wiktora Degi Uniwersytetu Medycznego im. Karola Marcinkowskiego w Poznaniu
Ortopedyczno-Rehabilitacyjny Szpital Kliniczny nr 4 w Poznaniu (dawniej Zakład Sacré-Coeur, Collegium Marcinkowskiego) – zespół szpitalny zlokalizowany na Wildzie w Poznaniu, przy ul. 28 Czerwca 1956 nr 135/147.

## Historia
Gmach w formach neogotyckich wzniesiono jako szkolny na planie litery H i ukończono w 1871. Plany projektowe sprowadzono z Francji, a pracami budowlanymi kierował Gustav Schultz przy współudziale Stanisława Hebanowskiego. W centrum założenia znalazła się kaplica ze smukłą wieżą – obecnie główne wejście do obiektu.
W 1873 siostry Zgromadzenia Sacré Coeur (Dames au Sacre-Coeur de Dieu) opuściły budynek (polityka Kulturkampfu) i ulokowano w nim zakład dobroczynności Garczyńskiego o zarządzie niemieckim. W 1920 kompleks przestał spełniać normy dla domów pomocy społecznej dla osób starszych i przekazano go Uniwersytetowi Poznańskiemu na klinikę ortopedyczną, a w 1938 zmodernizowano według wskazań dra Franciszka Raszei (projektant – Władysław Czarnecki).
Podczas II wojny światowej szpitalem zarządzali niemieccy okupanci. Gmach główny, po zniszczeniach wojennych stracił poważną cześć ozdób i został odbudowany bardzo niedbale, a według Marcina Libickiego, na granicy barbarzyństwa. 28 stycznia 1945 Armia Czerwona zajęła część placówki na szpital polowy (pozostała część służyła rannym poznaniakom). Z lekarzami radzieckimi współpracował ortopeda-traumatolog dr Alfons Maciejewski.
Kolejna przebudowa miała miejsce w latach 1947–1952, tym razem według wskazówek prof. Wiktora Degi, z przystosowaniem do potrzeb ortopedii. Całość rozbudowano w latach 1963–1970 według projektu Waldemara Preisa i Marii Waschko w stylu modernizmu (Instytut Rehabilitacji, sale wykładowe, pawilony). W 1965 w parku szpitalnym szwedzka fundacja Innomeuropeisk Mission zbudowała pawilon rehabilitacyjny. W czerwcu 2019 zainaugurowano modernizację części szpitala, w wyniku czego powstanie Centrum Technologiczne Wspomaganej Rehabilitacji.
Wokół poszczególnych obiektów kompleksu rozpościerają się wartościowe przyrodniczo tereny parkowe.

### Nazwy Szpitala
- od 1871 do 1873: Zakład Sacré-Coeur
- od 1876 do 1918: Zakład Dobroczynności Garczyńskiego[3]
- od 1920 do 1935: Uniwersytet Poznański – Wydział Lekarski[3]
- od 1935 do początku II wojny światowej: Klinika Ortopedyczna[3]
- od 1946: Szpital Uniwersytecki im. Karola Marcinkowskiego (Collegium Marcinkowskiego)[3]
- od 1954: Państwowy Szpital Kliniczny nr 4 im. Karola Marcinkowskiego w Poznaniu[3]
- od 1984: Państwowy Szpital Kliniczny nr 4[3]
- od 1996: Państwowy Szpital Kliniczny nr 4 im. Wiktora Degi w Poznaniu[c][3]
- Ortopedyczno-Rehabilitacyjny Szpital Kliniczny im. Wiktora Degi Uniwersytetu Medycznego im. Karola Marcinkowskiego w Poznaniu [d][4]

## Oddziały[2]
Szpital posiada 14 oddziałów:
- Oddział Urazowo-Ortopedyczny, Alloplastyki Stawów Biodrowych i Kolanowych
- Oddział Septyczny-Ortopedyczny
- Oddział Urazowo-Ortopedyczny, Ortopedii Onkologicznej i Traumatologii
- Oddział Ortopedii i Chirurgii Kręgosłupa
- Oddział Urazowo-Ortopedyczny Dziecięcy 1
- Oddział Urazowo-Ortopedyczny Dziecięcy 2
- Oddział Traumatologii, Ortopedii i Chirurgii Ręki
- Oddział Traumatologii, Ortopedii i Chirurgii Ręki dla Dzieci
- Oddział Rehabilitacji Ogólnoustrojowej
- Oddział Rehabilitacji Neurologicznej
- Oddział Dziennego Pobytu-Rehabilitacyjny
- Oddział Reumatologiczny
- Oddział Domek Szwedzki Reumatologiczno-Rehabilitacyjny
- Oddział Intensywnej Opieki Medycznej i Pooperacyjnej Ortopedycznej

W Szpitalu działa też Blok Operacyjny, Centralne Laboratorium, Sterylizatornia oraz pracownie i poradnie specjalistyczne.

## Opisane obiekty w pobliżu
W pobliżu znajdują się m.in.:
- willa Brunona Hermanna,
- młyn Hermanka,
- szkoła przy ul. Prądzyńskiego,
- Rynek Wildecki z wieloma zabytkami.

## Galeria

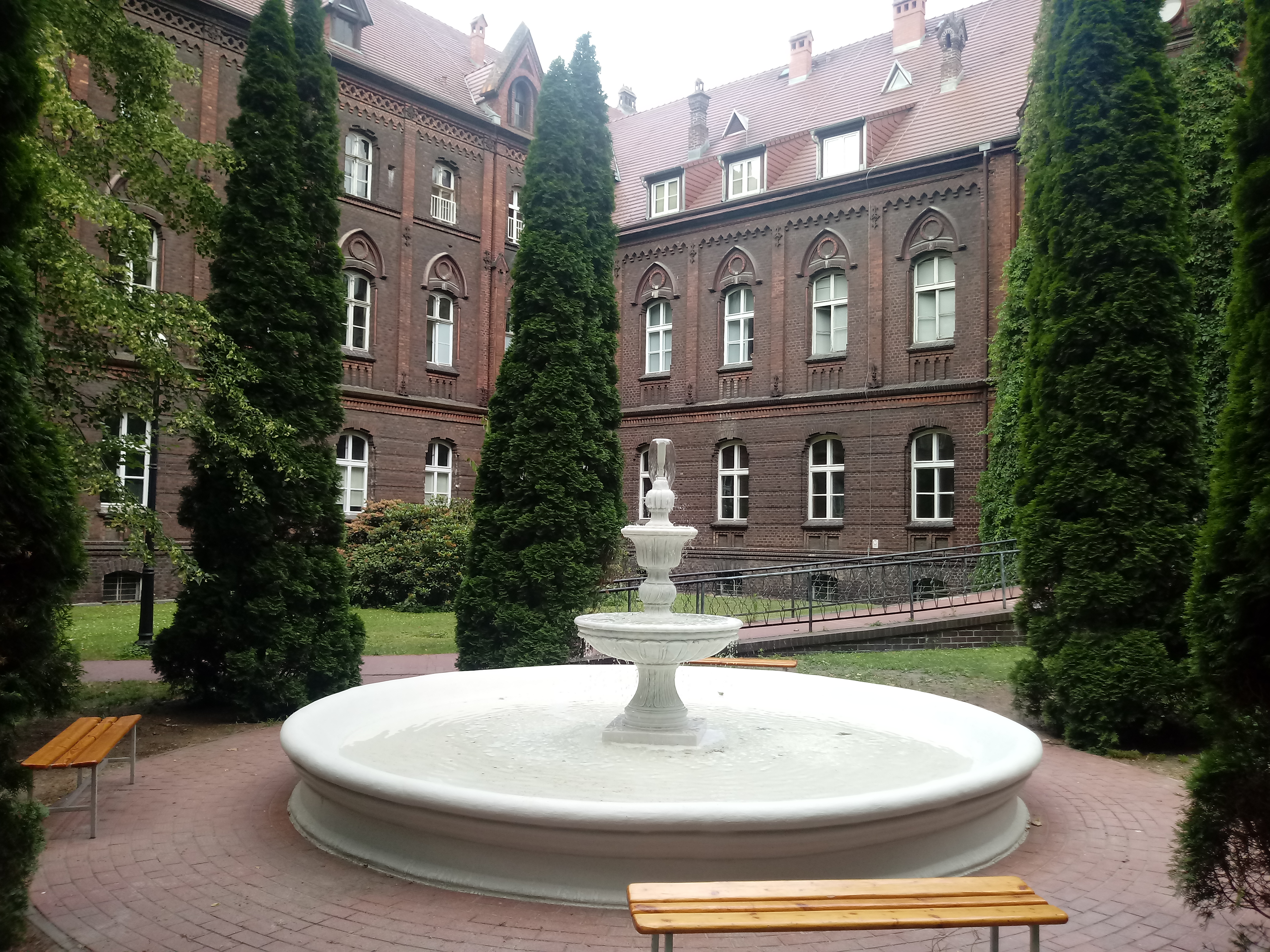
Fontanna na terenie parku
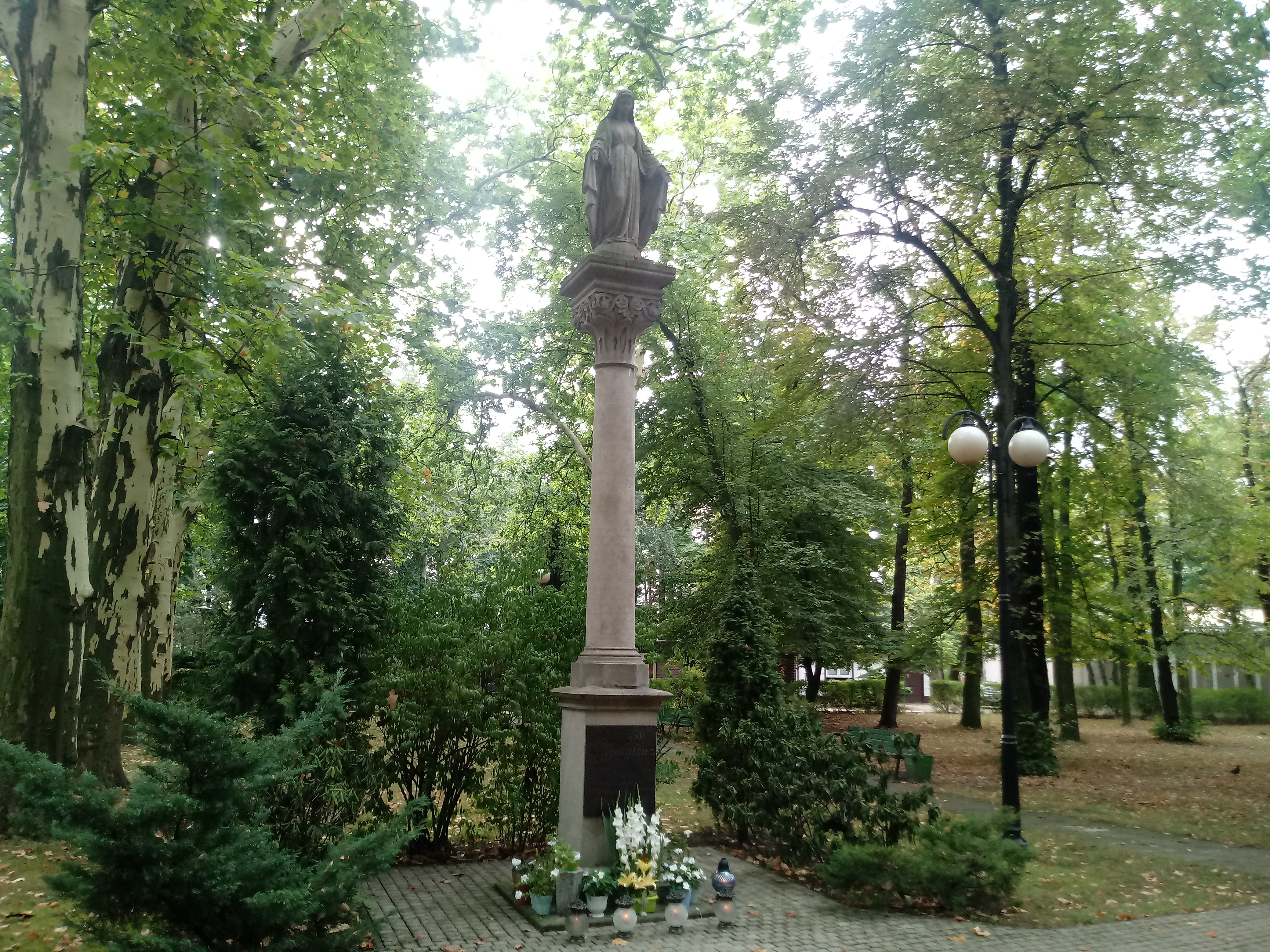
Figura Maryji Niepokalanej na terenie parku
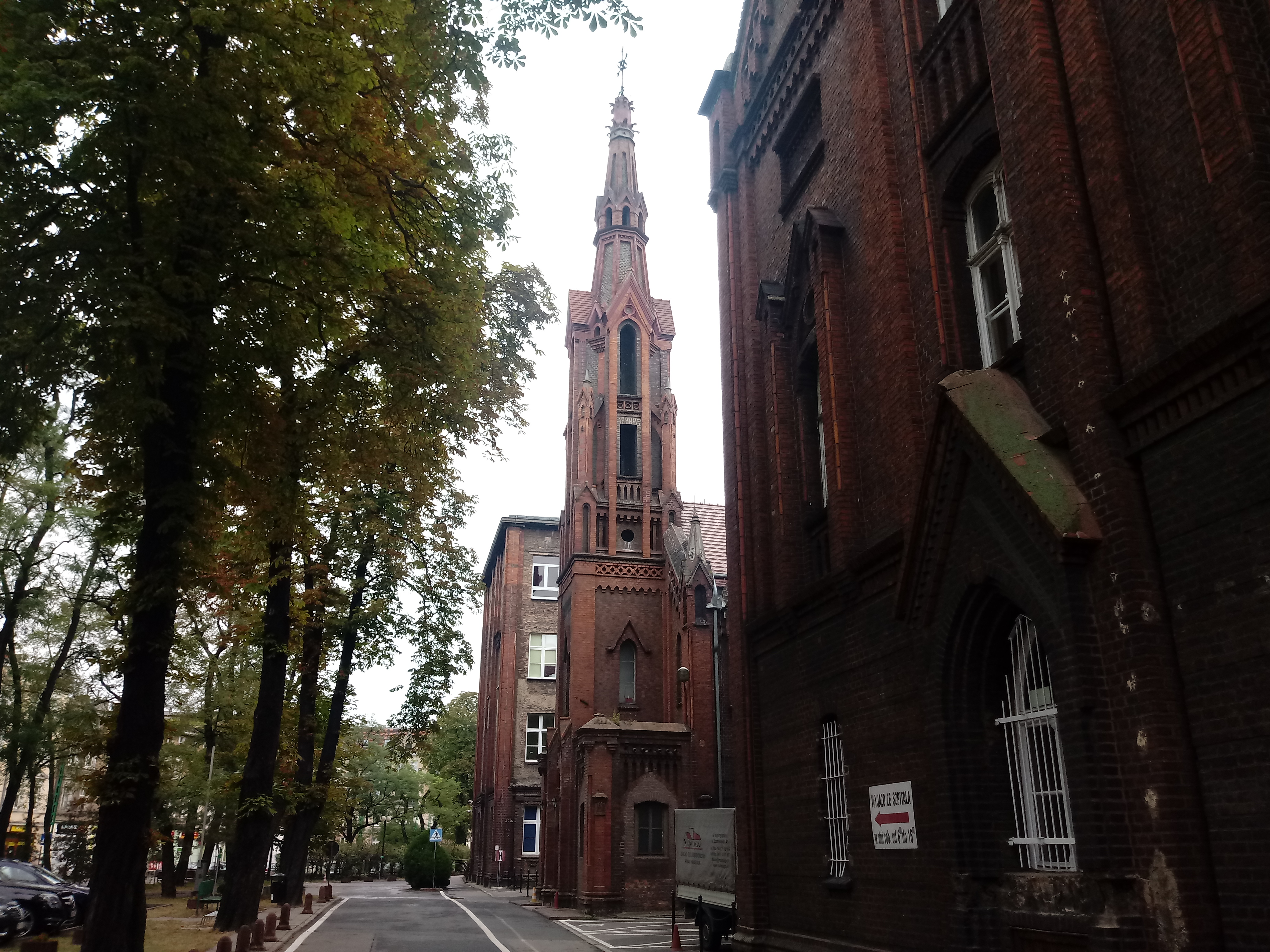
Dawna kaplica założenia klasztornego
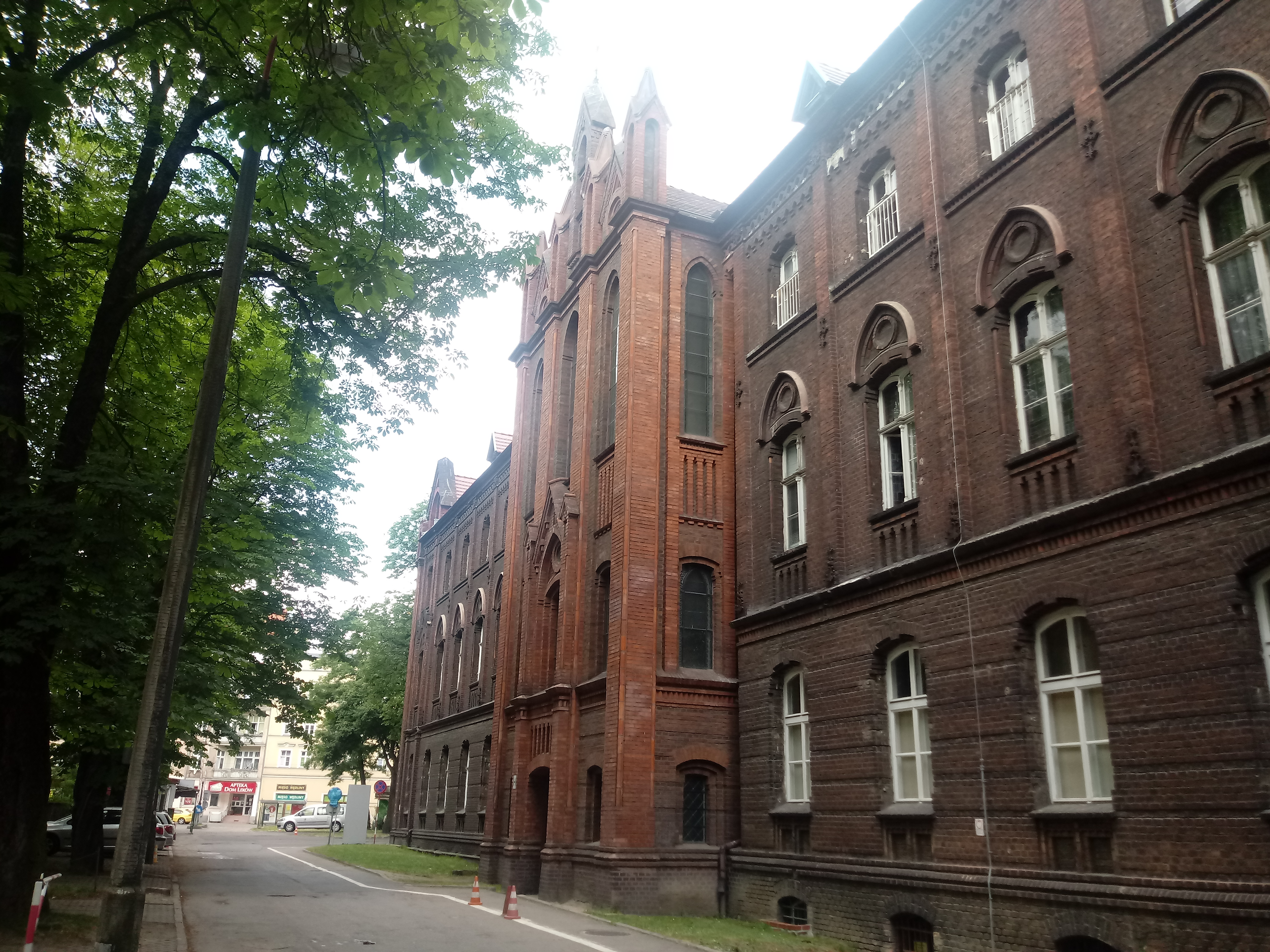
Dawne wejście główne założenia klasztornego
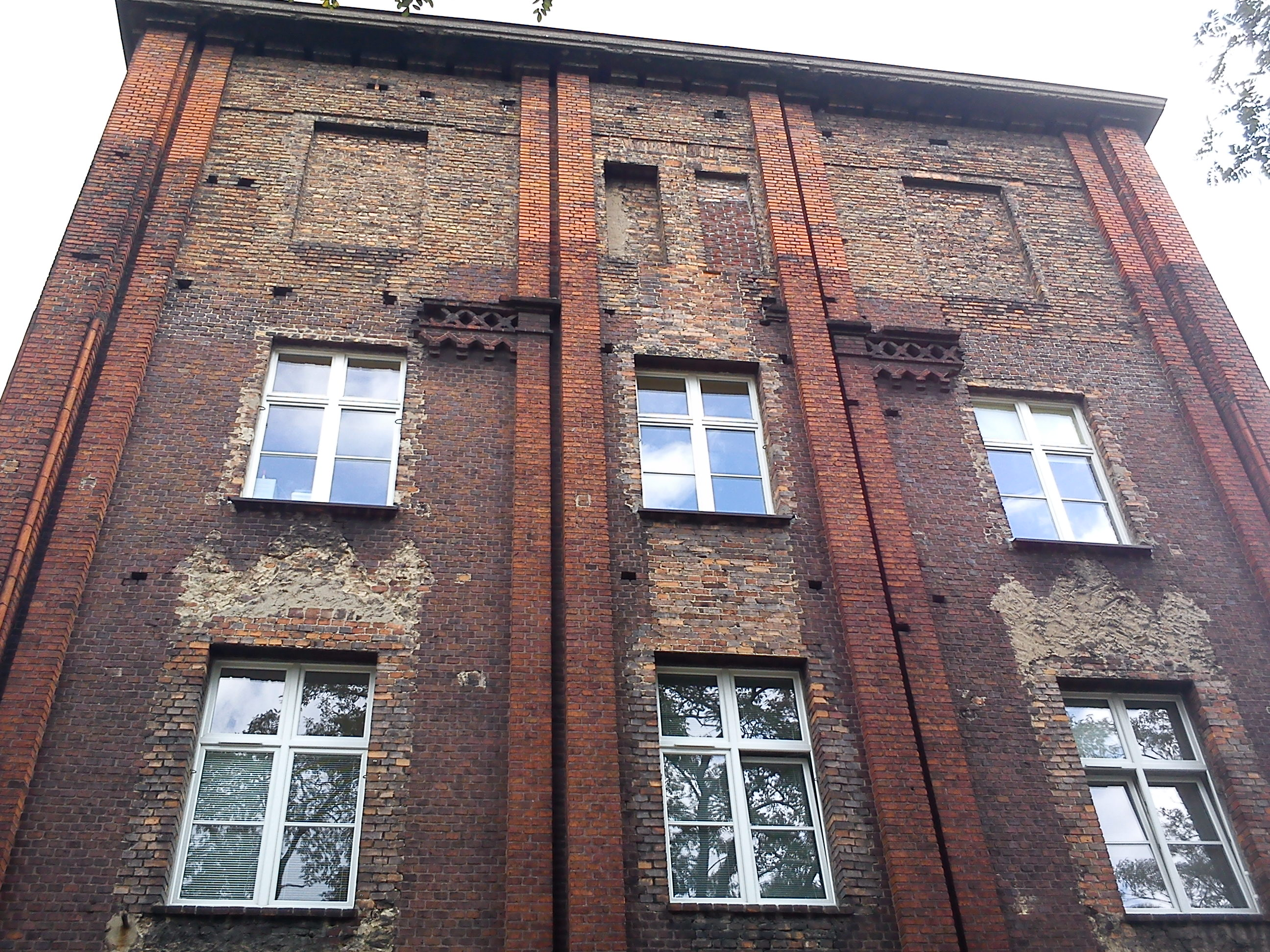
Detal – przykład niedbałej odbudowy
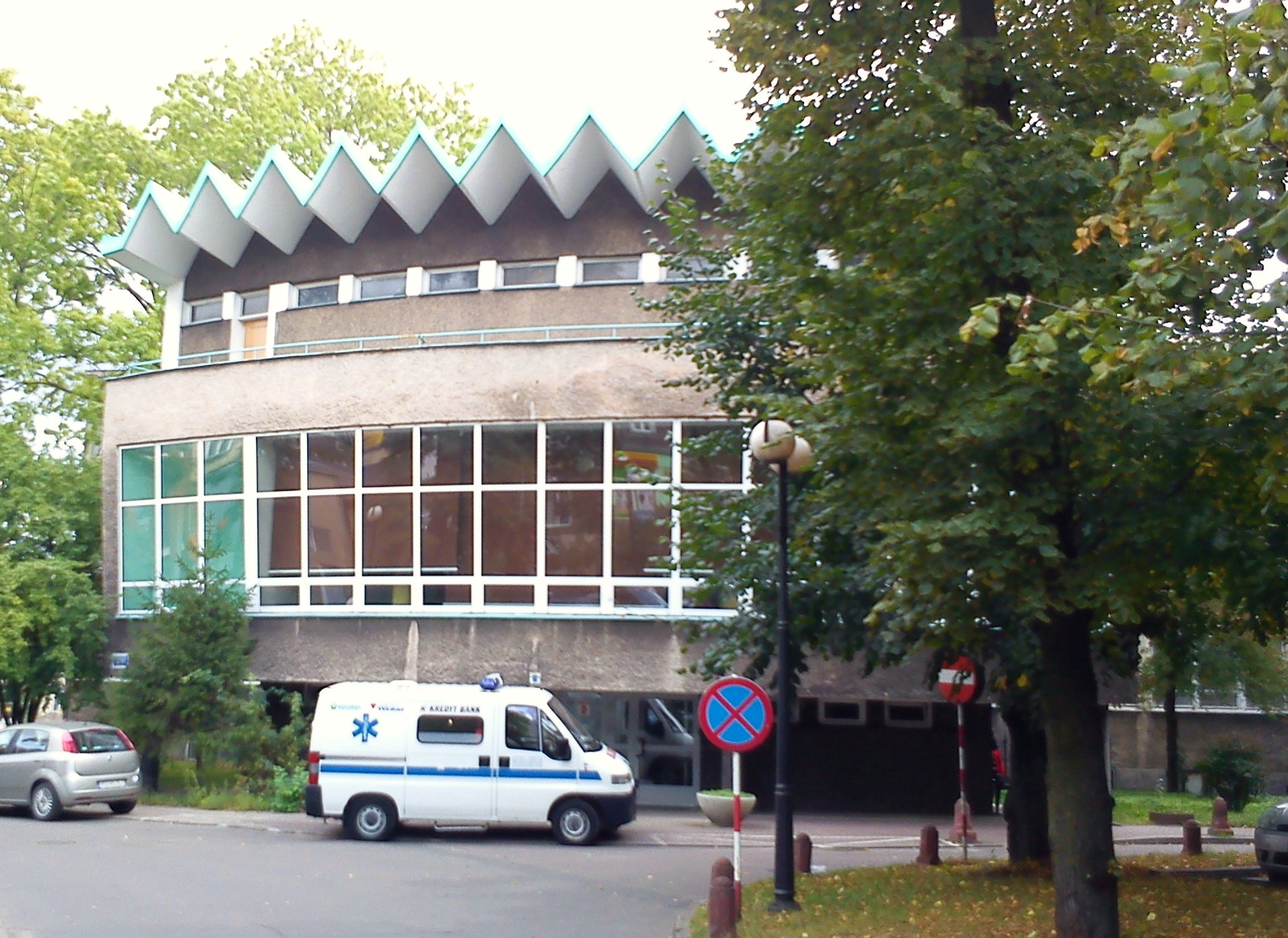
Część modernistyczna – tzw. rotunda